# LIT (倖田來未の曲)
「LIT」（リット）は、日本の女性歌手、倖田來未の60枚目のシングルである（ライブ会場・ファンクラブ・配信限定販売）。2017年8月2日にrhythm zoneよりリリースされた。

## 解説
前作「Shhh!」より約1年半ぶりのリリース。

倖田來未のツアー『KODA KUMI LIVE TOUR 2017 〜W FACE〜』での会場、オフィシャルファンクラブ『倖田組』『playroom』、mu-mo、配信のみ購入できるシングル。

8月、10月、12月に発売予定の3作連続シングルの第1弾。

## 収録内容

### CD
1. LIT [3:29]
作詞：Kumi Koda
作曲：Hi-yunk
2. LIT -Instrumental- [3:27]

### DVD
1. LIT 〜Making film〜

## タイアップ
- ゲームアプリ『セレンシアサーガ:ドラゴンネスト』 テーマソング[3] (#1)

## 収録アルバム
- LIT
  - 『AND』
  - 『MY NAME IS...』(ファンクラブ限定盤)
  - 『BEST 〜2000-2020〜』
    - 「LIT -BEST 〜2000-2020〜 ver.-」の再録バージョンも収録

## 収録ライブ映像
- LIT
  - 『KODA KUMI LIVE TOUR 2017 〜W FACE〜』
  - 『Koda Kumi Fanclub Tour 〜AND〜 at DRUM LOGOS in Fukuoka』(DNA、ファンクラブ限定盤)
  - 『Koda Kumi Fanclub Tour 〜AND〜 at Zepp DiverCity』(KODA KUMI LIVE TOUR 2018 -DNA-、ファンクラブ限定盤)
  - 『KODA KUMI LIVE TOUR 2018 -DNA-』
  - 『KODA KUMI 20th ANNIVERSARY TOUR 2020 MY NAME IS...』(メドレー)
  - 『KODA KUMI Love & Songs 2022』